# Le mani dell'altro (film 1924)
Le mani dell'altro (Orlac's Hände) è un film del 1924 diretto da Robert Wiene. È un film horror muto, tratto dal romanzo francese Le mani di Orlac (1921) di Maurice Renard.

## Trama
Sopravvissuto ad un incidente ferroviario, Orlac, pianista di fama internazionale, vi ha perso però le mani, i preziosi strumenti della sua arte. Le preghiere della moglie dell'artista inducono il professor Serral a tentare una soluzione disperata: il trapianto delle mani. Nessuno dovrebbe sapere che i nuovi arti appartengono a Visseur, un assassino ghigliottinato e trasportato in ospedale in coincidenza col ricovero di Orlac.

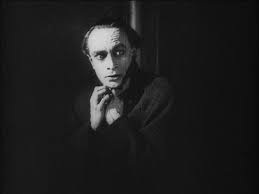
Conrad Veidt

La rivelazione giunge ad Orlac, la notte prima delle dimissioni, sotto forma di un biglietto anonimo. A dispetto delle ragionevoli argomentazioni del dottore, la sua debole psiche non riesce ad accettare la convivenza col nuovo corpo. Quanto più si informa delle scelleratezze compiute dalle mani di cui è portatore, tanto più si rifiuta di usarle sia nelle relazioni con la moglie, sia come mezzo di sostentamento famigliare.
L'assassinio del padre, cui la moglie si era, inutilmente, rivolta per un sostegno economico, pare confermare le sue paure. La polizia verifica che l'arma, le impronte digitali, la grafia del biglietto scritto per allontanare il domestico del vecchio genitore dal luogo del delitto, sono di Visseur. Nello stato delirante in cui è precipitato, Orlac è facile vittima un individuo con due arti d'acciaio, che, affermando di essere Visseur, restituito alla vita dallo stesso professor Serral subito dopo l'esecuzione, lo ricatta in questi termini: una grossa somma di denaro dedotta dall'eredità paterna, in cambio del silenzio circa l'origine delle impronte rinvenute sul cadavere.
La moglie, che non lo ha mai abbandonato, convince Orlac a rivolgersi alla polizia. Sul luogo convenuto per la consegna del denaro, il sedicente Visseur verrà così smascherato come Nera, abietto assistente del chirurgo, che si rivelerà anche autore del crimine per cui Visseur era stato ingiustamente giustiziato. Finalmente il protagonista potrà così convivere con le proprie mani.

## Distribuzione
La pellicola è entrata nel pubblico dominio negli Stati Uniti.

## Accoglienza e critica
Il film fu diretto, con successo di pubblico, da Robert Wiene al suo rientro a Vienna nella qualità di direttore artistico della Pan-Film. Il tema dello sdoppiamento della personalità e il “volto spettrale” di Conrad Veidt consentono di considerarlo come uno degli ultimi atti dell'espressionismo tedesco.

## Rifacimenti
Il film ha avuto due remake: Amore folle di Karl Freund nel 1935 e Le mani dell'altro di Edmond T. Gréville nel 1961.